# Tavträsket
Tavträsket är en sjö i Skellefteå kommun i Västerbotten och ingår i Rickleåns huvudavrinningsområde. Sjön har en area på 0,702 kvadratkilometer och ligger 253,2 meter över havet.

## Delavrinningsområde
Tavträsket ingår i det delavrinningsområde (715667-171019) som SMHI kallar för Mynnar i Aggbäcken. Medelhöjden är 268 meter över havet och ytan är 3,2 kvadratkilometer. Det finns inga avrinningsområden uppströms utan avrinningsområdet är högsta punkten. Vattendraget som avvattnar avrinningsområdet har biflödesordning 4, vilket innebär att vattnet flödar genom totalt 4 vattendrag innan det når havet efter 77 kilometer. Avrinningsområdet består mestadels av skog (75 procent). Avrinningsområdet har 0,7 kvadratkilometer vattenytor vilket ger det en sjöprocent på 22 procent.